# Twin Arginine Translocation
Als Twin-Arginine Translocation (engl. für Twin-Arginin Transport), kurz Tat, auch Tat-System, wird in der Biochemie ein spezielles Transportsystem für Proteine in Pflanzen, Bakterien und Archaeen bezeichnet.
Dieser Proteintransportweg wird in der pflanzlichen Thylakoidmembran sowie in der Plasmamembran von Bakterien und Archaeen zur Proteinsekretion genutzt. Er zählt zu den posttranslationalen Proteintransportwegen und ermöglicht im Gegensatz zum Sec-abhängigen Proteintransport den Transport von Proteinen im gefalteten Zustand.
Entdeckt wurde der Tat-abhängige Proteintransport zuerst in Pflanzen, wo er zunächst als ΔpH-abhängiger Proteintransport beschrieben wurde, da der Protonengradient ΔP über der Thylakoidmembran durch chemiosmotische Kopplung als Energiequelle für den Transport dient. Diese Abhängigkeit ist allerdings mittlerweile umstritten. Auch in Bakterien, den evolutionären Vorläufern der Chloroplasten (s. Endosymbiontentheorie) wurde der Tat-Weg gefunden.
Bislang wurden drei Membranproteine identifiziert, die essenziell für den Transport sind. Diese werden als TatA, TatB und TatC bezeichnet. Ursprünglich wurden die Proteine im pflanzlichen System als Tha4 (TatA), Hcf106 (TatB) und cpTatC (TatC) bezeichnet. Weiterhin wird z. B. in dem Bakterium Escherichia coli ein weiteres Protein TatE gefunden, welches aber offensichtlich in seiner Funktion dem TatA Protein entspricht. Weiterhin sind Bakterien bekannt, welche lediglich zwei der oben genannten Proteine benötigen (TatA und TatC in Bacillus subtilis).
Proteine, die über den Tat-Weg transportiert werden, verfügen am N-Terminus über ein Signalpeptid. Der Name twin-arginine translocation leitet sich von diesem Signalpeptid ab, da dieses das charakteristische Sequenzmotiv (S/T)-R-R-x-F-L-K (im Einbuchstabencode) enthält, das unter anderem aus zwei nebeneinander liegenden Argininresten (engl. twin-arginine motif) besteht. Nach abgeschlossenem Transport des Proteins über die Membran wird das Signalpeptid durch eine Signalpeptidase abgespalten.